# Каштан городчатый
Кашта́н горо́дчатый, или Кашта́н япо́нский (лат. Castanea crenata) — дерево, вид рода Каштан (Castanea) семейства Буковые (Fagaceae).

## Распространение и экология
В природе ареал вида охватывает Японию, Китай и Корею. Натурализовалось в Северной Америке и Западной Европе.
В горах центральной части Хондо растёт в лесах в примеси с дубом пильчатым, криптомерией японской и буком зубчатым; чистых насаждений не образует.
Требователен к влажности воздуха, растёт на плодородных глинистых почвах, избегая известковых. На острове Хоккайдо выносит морозы до —15 °C, обладает быстрым ростом и ранним плодоношением: с 2—4 летнего возраста. В суровые зимы выносит морозы —20—25 °C. Устойчив против Phytophthora cambiovara и Endotia parasitica.

## Ботаническое описание

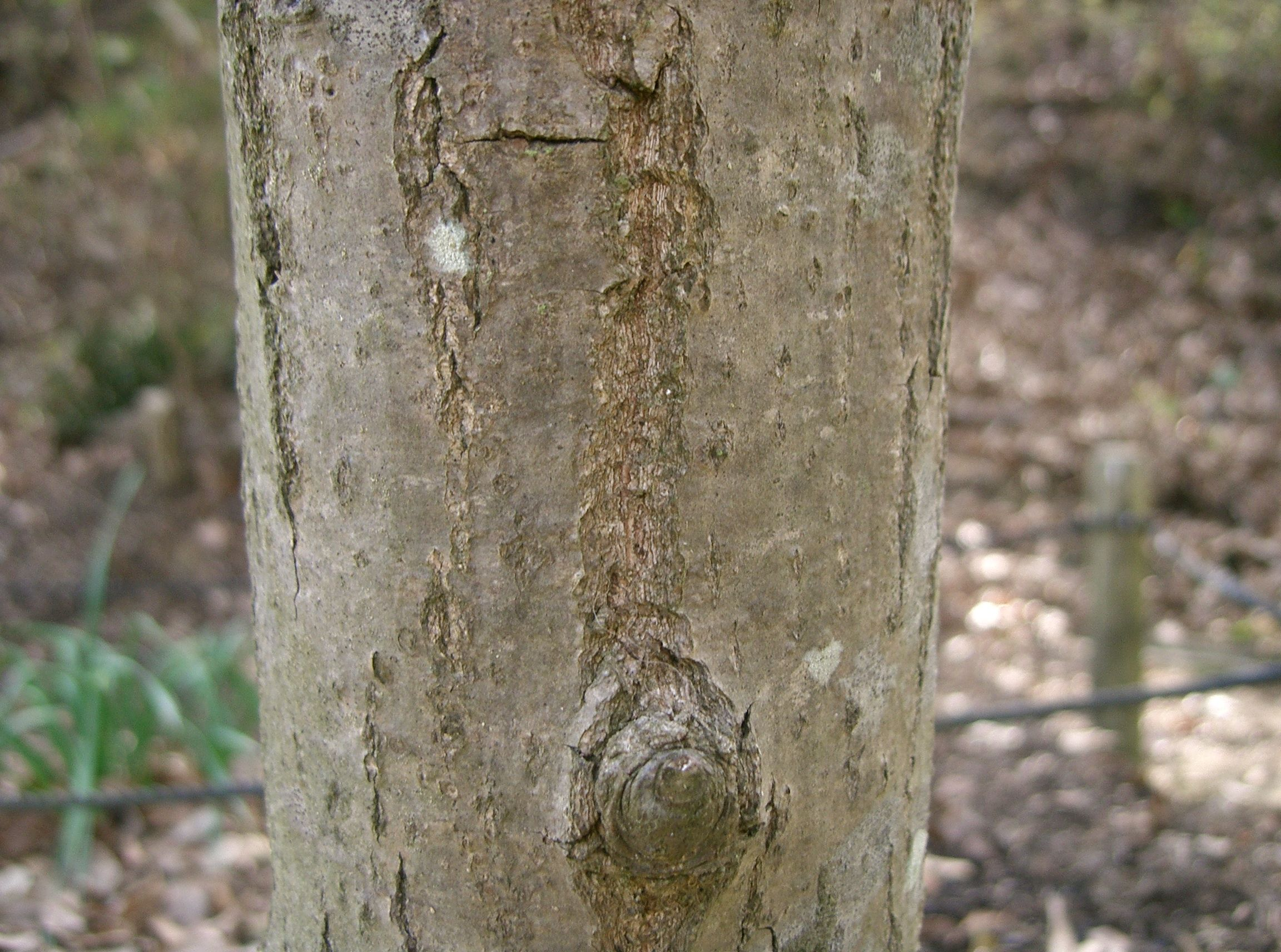
Ствол японского каштана

Дерево высотой до 15 м. Ствол диаметром до 1,5 м, быстро теряющимся в мощных сучьях. Молодые побеги красно-коричневые, сперва опушённые, затем голые.
Почки опушённые, яйцевидные, мелкие. Листья ланцетные, длиной 8—16 см, шириной 3—3,5 см, с клиновидным или сердцевидным основанием, пильчато-зубчатые, иногда с зубцами, редуцированными до щетинок, сверху голые, блестящие, снизу войлочные, почти голые или несколько опушённые, с 16—25 парами боковых жилок. Черешки длиной 10—12 мм. Прилистники яйцевидные, с вытянутой вершиной, длиной 10—15 мм.
Тычиночные колоски длиной 9—12 см.
Плюска диаметром 3,5—5,5 см, с почти голыми колючками, в каждой плюске 3 плода (редко 5—7), диаметром 2—3 см каждый, с очень широкой, серой пяткой и коротким носиком. Плоды культурных сортов достигают 6 см в диаметре и до 80 г веса и являются самыми крупными среди каштанов.

## Значение и применение

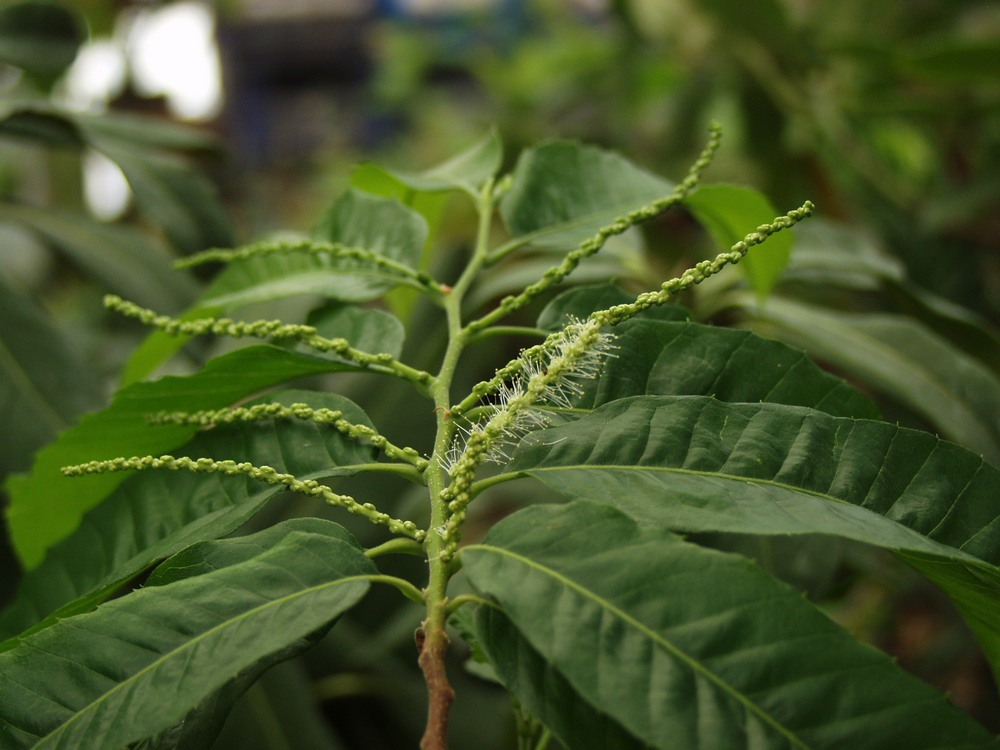
Мужские соцветия Castanea crenata

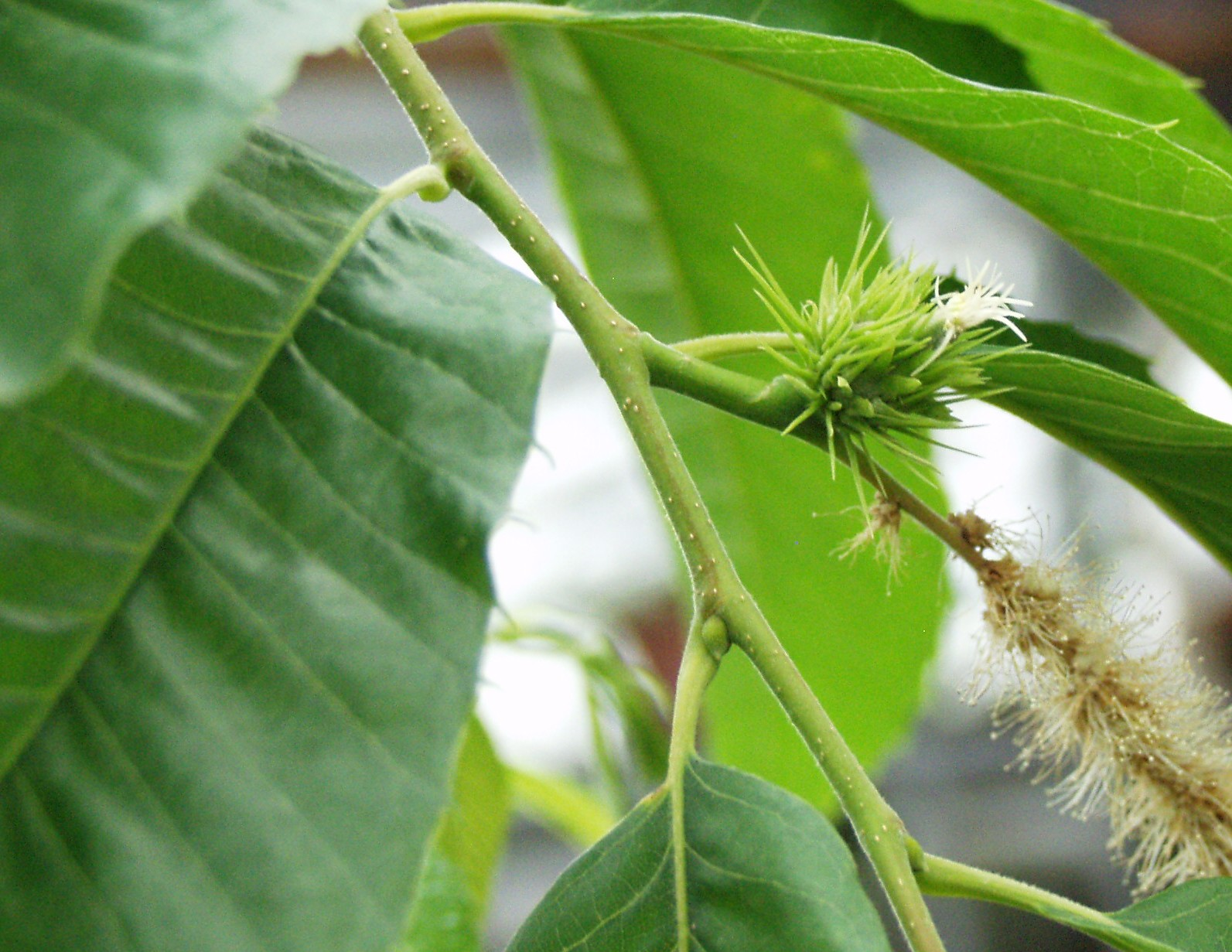
Женское соцветие Castanea crenata

Введен в культуру в Японии в XI веке; в Северную Америку интродуцирован в 1876 году. Введён в Западной Европе. В России с 1895—1896 годов на Черноморском побережье Кавказа.
В Японии выведено более 100 сортов, имеющих крупные и вкусные плоды. Несколько сортов этого каштана выведено в Америке.
Древесина светло-коричневатая твердая, крепкая и очень прочная, содержит дубильные вещества, употребляется в судостроении, идёт на шпалы и клёпку винных коньячных бочек. Из листьев и коры ствола в Японии добывают черную краску для шелковых тканей, а из корней жёлтую краску для окраски мебели. Листья являются кормом для гусениц японского шелкопряда.

## Классификация

### Таксономия
Вид Каштан городчатый входит в род Каштан (Castanea) подсемейства Castaneoideae семейства Буковые (Fagaceae) порядка Букоцветные (Fagales).
|  |                                        |  |                                                             |                                                             |                   |  | ещё 7 семейств (согласно Системе APG II) | ещё 7 семейств (согласно Системе APG II)         |                                                  |  |  |  | ещё 3 рода (согласно Системе APG II) | ещё 3 рода (согласно Системе APG II) |  |  |
|  |                                        |  |                                                             |                                                             |                   |  | ещё 7 семейств (согласно Системе APG II) | ещё 7 семейств (согласно Системе APG II)         |                                                  |  |  |  | ещё 3 рода (согласно Системе APG II) | ещё 3 рода (согласно Системе APG II) |  |  |
|  |                                        |  |                                                             | порядок Букоцветные                                         |                   |  |                                          |                                                  | подсемейство Castaneoideae                       |  |  |  |                                      | вид Каштан городчатый                |  |  |
|  |                                        |  |                                                             | порядок Букоцветные                                         |                   |  |                                          |                                                  | подсемейство Castaneoideae                       |  |  |  |                                      | вид Каштан городчатый                |  |  |
|  | царство Цветковые, или Покрытосеменные |  |                                                             |                                                             | семейство Буковые |  |                                          |                                                  | род Каштан                                       |  |  |  |                                      |                                      |  |  |
|  | царство Цветковые, или Покрытосеменные |  |                                                             |                                                             |                   |  |                                          |                                                  |                                                  |  |  |  |                                      |                                      |  |  |
|  |                                        |  | ещё 44 порядка цветковых растений (согласно Системе APG II) | ещё 44 порядка цветковых растений (согласно Системе APG II) |                   |  |                                          | подсемейство Fagoideae (согласно Системе APG II) | подсемейство Fagoideae (согласно Системе APG II) |  |  |  | ещё 9 видов                          |                                      |  |  |
|  |                                        |  |                                                             | ещё 44 порядка цветковых растений (согласно Системе APG II) |                   |  |                                          |                                                  | подсемейство Fagoideae (согласно Системе APG II) |  |  |  |                                      |                                      |  |  |

### Представители
Известно 18 разновидностей этого вида, варьирующих по форме листа. Наиболее интересные формы:
- Castanea crenata f. pendula Miyoshi — с поникающими побегами;
- Castanea crenata f. edulis Nakai — с крупными вкусными плодами.